# Isole del Nord

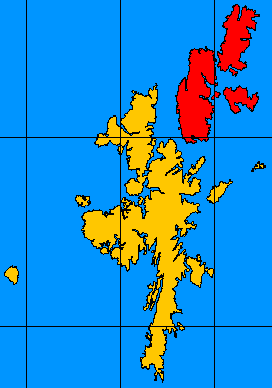
Le isole Shetland con le Isole del Nord evidenziate in rosso

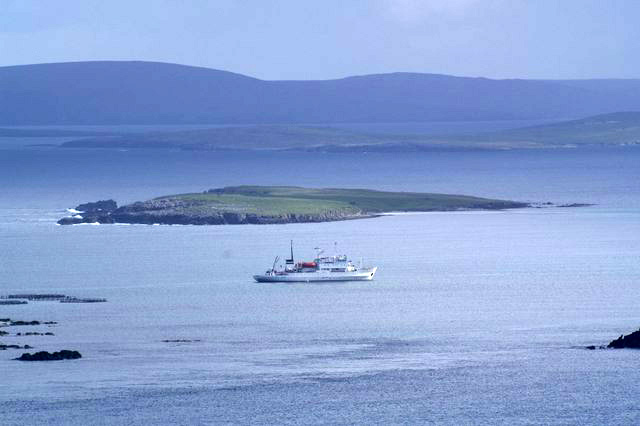
Huney vista da Unst, e alcune altre Isole del Nord

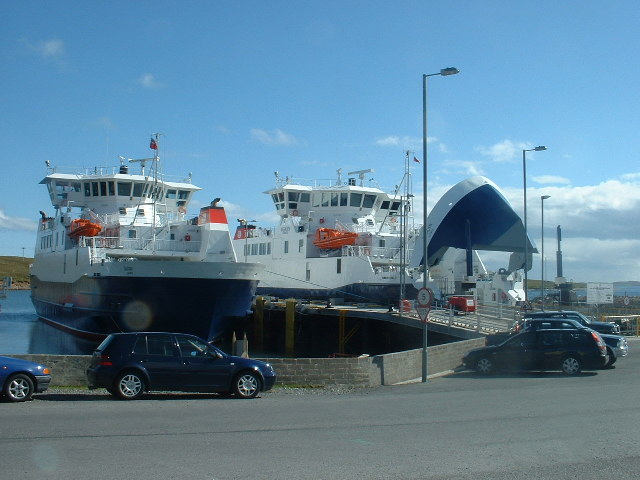
Daggri (alba) e Dagalien (tramonto) a Ulsta. Questi sono i traghetti che effettuano servizio tra Toft, su Mainland, e Yell.

Le Isole del Nord sono le isole settentrionali delle Shetland, in Scozia. Le isole principali del gruppo sono Yell, Unst e Fetlar. Talvolta, anche le isole dello Yell Sound sono incluse nel gruppo.

## Importanza
Le Isole del Nord costituiscono un insieme significativo, in quanto Yell e Unst sono la seconda e la terza isola più grande dell'arcipelago, oltre ad essere la terza e quarta più popolose (Whalsay, che non fa parte del gruppo, è la seconda più popolosa). Combinate insieme, la loro estensione totale è molto maggiore del resto delle isole Shetland (esclusa Mainland).

## Punti estremi
Il gruppo comprende la terra più a nord del Regno Unito e delle Shetland, che si trova a Out Stack presso Muckle Flugga, e comprende anche l'insediamento abitato più a nord del Regno a Skaw, su Unst, in contrapposizione a quelli della Cornovaglia, che rappresentano la parte più a sud dello Stato, non considerando i Territori Britannici d'Oltremare come le Isole Falkland, la Georgia del Sud e Isole Sandwich Meridionali e il Territorio antartico britannico.
Fetland contiene inoltre alcuni dei punti più orientali della Scozia, con l'eccezione delle Outer Skerries; gran parte di Fetlar e Unst sorge a meno di 350 km dalla Norvegia.
I viaggiatori non incontrano terre emerse tra Out Stack e il Polo nord, se si dirigono verso nord.
Tra gli altri record britannici spettanti alle Isole del Nord vi sono:
- Il castello più settentrionale: Muness Castle
- L'ufficio postale più settentrionale: prima a Haroldswick, oggi a Baltasound
- Il faro più a nord: il Faro di Muckle Flugga
- La strada più a nord
- La birreria più settentrionale: Valhalla Brewery
- La linea costiera più a nord: Hermanness
- La chiesa più a nord: Haroldswick Methodist Church [1]
- La tratta di traghetto più settentrionale: da Gutcher (Yell) a Belmont (Unst)
- Il bosco più settentrionale: presso Baltasound[2]

## Traghetti
I traghetti che servono le isole rappresentano le tratte più settentrionali delle Isole britanniche, ad eccezione di quelli che si dirigono verso le Isole Faroe e verso l'Islanda. I traghetti coprono il percorso tra Yell e Unst, Yell e Fetlar e Yell e Mainland.